# Старое Село (Глусский район)
Старое Село (бел. Старое Сяло) — деревня в составе Козловичского сельсовета Глусского района Могилёвской области Республики Беларусь.

Передана из Кировского сельсовета в состав Козловичского сельсовета 10 июля 2012 г.

## Население
- 1999 год — 342 человека
- 2009 год — 173 человека